# Trädsvampborrare
Trädsvampborrare (Ciidae) är en familj i insektsordningen skalbaggar.

## Kännetecken
Trädsvampborrare är små skalbaggar med en kroppslängd på omkring 0,5 till 5 millimeter. De har en kort och cylindrisk kroppsform, ofta med välvd ovansida.
Kroppen har antingen en kort, fin behåring eller en längre utstående behåring. Färgen är mörkt brunaktig till svartaktig.
Antennerna är korta och har 8 till 10 leder. Halsskölden är bredare än den är lång och ofta starkt välvd. Täckvingarna är förhållandevis jämnbreda.
Benen är korta, ofta med karakteristiska utskott på frambenens skenben.

## Utbredning
Trädsvampborrare är en vitt spridd familj som förekommer över större delen av världen. Den största artrikedomen finns i varmare trakter, men ett inte obetydande antal arter förekommer även så långt norrut som Skandinavien.

## Levnadssätt
Trädsvampborrar är knutna till trädlevande svampar i familjen Polyporaceae, men några arter är knutna till svampar i familjen Corticiaceae. Båda dessa hör till ordningen Polyporales.
Larverna såväl som de fullbildade insekterna gnager gångar i svamparnas fruktkroppar, ofta i gamla exemplar eller i svampens äldre delar.
Utvecklingen från ägg till imago tar oftast endast omkring två månader. En del arter uppvisar partenogenes.